# Zimány
Zimány község Somogy vármegyében, a Kaposvári járásban.

## Fekvése
Kaposvár határától 7 kilométerre északkeletre fekszik. Zsáktelepülés, közúton csak a 6505-ös útból Toponár városrész központjában kiágazó 65 112-es számú mellékúton érhető el, Orci településen keresztül.

## Címere
A község pecsétjén, amely először 1789-ben fordult elő iraton, három álló gabonaszál, mellette egy sarló található. Ez a motívum, a helyi templom stilizált képe és a felemelt jobbjában kardot tartó oroszlán található jelenleg Zimány község címerében. Az oroszlán a Zimányban az 1770-es évektől a 20. század közepéig birtokos gróf Niczky család címerében szerepelt.

## Története
A település neve első ízben 1268-ban fordul elő a fennmaradt írásos emlékekben, Terra Zigma alakban. A 15. század közepén Osztopáni Pál volt a földesura. A 16. században csaknem teljesen elpusztult, majd a török uralmat követő újjáépítés után a 18. században a Wlassics, a Gyulai Gaál és a Niczky családok birtokolták. A két világháború között Eszterházy Miklósnak volt itt nagyobb birtoka.
A község határában 1944. március 17-én kilenc bomba hullott az amerikai repülők támadása során. A bombák egy szántóföldre estek, így emberéletben és épületekben nem okoztak kárt.

## Mai élete
A 197 lakóépület hat utcát alkot. A porták jelentős része az 1970-es évek beépítési szokásaira utal: ebben az időben sok régi ház helyére újat építettek. Rendezettség, szerény módosság jellemzi a község képét. A művelődési otthon és könyvtár mellett egy nyugdíjas napközit is átadnak a közeljövőben. Ezen kívül egy ifjúsági klub és egy nyugdíjas klub is működik.

## Közélete

### Polgármesterei
- 1990–1994: Farkas Imre (MSZP)[3]
- 1995–1998: Farkas Imre (független)[4]
- 1998–2002: Takács János (független)[5]
- 2002–2006: Takács János (független)[6]
- 2006–2010: Takács János (független)[7]
- 2010–2014: Hideg László (független)[8]
- 2014–2019: Takács János (független)[9]
- 2019–2024: Takács János (független)[10]
- 2024– : Patcai Zoltán (független)[1]

A településen az 1994. december 11-én megtartott önkormányzati választás után, a polgármester-választás tekintetében nem lehetett eredményt hirdetni, mert mindkét jelölt, a függetlenként induló, négy évvel korábban még szocialista színekben polgármesterré választott Farkas Imre és az MSZP színeiben vele szemben elinduló Hideg László egyaránt 132–132 érvényes szavazatot szerzett (érvénytelen szavazat négy volt, a szavazásra jogosult 439 lakos közül 268 fő járult az urnákhoz). Az 1995. június 19-én tartott időközi választáson Farkas már egyedüli jelöltként indulva újrázott a tisztségért.

## Népesség
A település népességének változása:
| Lakosok száma | 574  | 554  | 560  | 533  | 527  | 527  | 520  |
|               | 2013 | 2014 | 2015 | 2021 | 2022 | 2023 | 2024 |

A 2011-es népszámlálás során a lakosok 88,9%-a magyarnak, 9,1% cigánynak, 0,2% lengyelnek, 0,2% németnek, 0,2% románnak mondta magát (11,1% nem nyilatkozott; a kettős identitások miatt a végösszeg nagyobb lehet 100%-nál). A vallási megoszlás a következő volt: római katolikus 58,6%, református 4,8%, evangélikus 0,2%, felekezeten kívüli 17,6% (17,9% nem nyilatkozott).
2022-ben a lakosság 78,2%-a vallotta magát magyarnak, 2,8% cigánynak, 1,1% németnek, 0,2% románnak, 0,2% ukránnak, 1,7% egyéb, nem hazai nemzetiségűnek (19,2% nem nyilatkozott; a kettős identitások miatt a végösszeg nagyobb lehet 100%-nál). Vallásuk szerint 38,7% volt római katolikus, 3% református, 0,4% evangélikus, 0,4% görög katolikus, 0,2% egyéb keresztény, 1,9% egyéb katolikus, 11,8% felekezeten kívüli (43,3% nem válaszolt).

## Nevezetességei
- Hosszú idő óta hagyományosan visszatérő rendezvény a faluban az augusztusban tartott jókúti búcsú. A község határában lévő, ma már kútfejjel ellátott forrásról azt tartja a néphit, hogy egykor – a történet az idők homályába vész – egy vak embert látóvá tett a vize. Ezen a napon tábori misére gyűlnek össze a kútnál a helybeliek, de sokan eljönnek a környéken lakók közül is.
- Templom (19. század vége)
- Augusztus első szombatján rendezik a falunapot rengeteg kulturális műsorral, amelyek egész nap folyamatosan zajlanak.